# 1. deild karla
La 1. deild Karla (en español, Primera División Masculina) es la liga de segunda división de fútbol islandesa. La liga fue fundada en 1955 y el actual campeón es el Keflavík IF. La liga se amplió a 12 equipos en la temporada 2007 y desde el año 2008 las tres principales divisiones islandesas tienen 12 equipos.
En el año 2014, el Fram Reykjavík, un histórico del fútbol islandés, desciende por primera vez en su historia a la 1. Deild Karla, tras terminar la temporada anterior en el undécimo puesto, sin embargo, el nivel del club mostrado en la temporada no sería el esperado, con sendas derrotas históricas ante rivales de menor envergadura como la goleada 7-2 ante el UMF Grindavik y el 0-4 sufrido en el Laugardalsvöllur ante el Víkingur Ólafsvík.
La temporada 2020 ha sido suspendida desde octubre debido a la crisis sanitaria derivada de la pandemia global de COVID-19, por lo que se determinó respetar las posiciones hasta la jornada 20 como definitivas para definir a los ascendidos y descendidos para la temporada 2021.

## Sistema de competición
El campeonato lo forman 12 clubes. Aunque el campeonato contó tradicionalmente con 10 equipos, se amplió el número de participantes en la temporada 2008. Los equipos juegan entre sí 2 veces durante la temporada, en casa y fuera. A final de temporada los 2 primeros logran el ascenso a la Úrvalsdeild Karla (Liga Premier) mientras que los dos últimos equipos descienden a la 2. deild karla (Tercera División), siendo sustituidos por los 2 primeros de esa categoría.

## Equipos participantes 2025
| Club               | Ciudad                | Estadio            | Capacidad | 2024       |
| ------------------ | --------------------- | ------------------ | --------- | ---------- |
| Fjölnir Reykjavík  | Reikiavik             | Extra völlurinn    | 1030      | 3°         |
| Fylkir Reykjavík   | Reikiavik             | Fylkisvöllur       | 4000      | 12° (UK)   |
| UMF Grindavík      | Grindavík             | Grindavíkurvöllur  | 1750      | 9°         |
| ÍF Völsungur       | Húsavík               | Húsavíkurvöllur    | 3000      | 2° (2. DK) |
| ÍR Reykjavík       | Reikiavik (Breiðholt) | ÍR-völlur          | 1200      | 5°         |
| Keflavík ÍF        | Keflavík              | Keflavíkurvöllur   | 5200      | 2°         |
| HK Kópavogur       | Kópavogur             | Kópavogsvöllur     | 5501      | 11° (UK)   |
| Leiknir Reykjavík  | Reikiavik (Breiðholt) | Domusnovavöllurinn | 1025      | 8°         |
| UMF Njarðvíkur     | Njarðvík              | Rafholtsvöllurinn  | 2500      | 6°         |
| UMF Selfoss        | Selfoss               | JÁVERK-völlur      | 750       | 1° (2. DK) |
| Thór Akureyri      | Akureyri              | Þórsvöllur         | 1550      | 7°         |
| Thróttur Reykjavík | Reikiavik             | Eimskipsvöllurinn  | 5478      | 8°         |

## Historial del campeonato
| - 1955 ÍBA (Akureyri) - 1956 ÍBH (Hafnarfjörður) - 1957 ÍBK (Keflavík) - 1958 Þróttur (Reykjavík) - 1959 ÍBA (Akureyri) - 1960 ÍBH (Hafnarfjörður) - 1961 ÍBÍ (Ísafjörður) - 1962 ÍBK (Keflavík) - 1963 Þróttur (Reykjavík) - 1964 ÍBA (Akureyri) - 1965 Þróttur (Reykjavík) - 1966 Breiðablik (Kópavogur) - 1967 ÍBV (Vestmannaeyjar) - 1968 ÍA (Akranes) - 1969 Víkingur (Reykjavík) - 1970 Breiðablik (Kópavogur) - 1971 Víkingur (Reykjavík) - 1972 ÍBA (Akureyri) - 1973 Víkingur (Reykjavík) - 1974 FH (Hafnarfjörður) - 1975 Breiðablik (Kópavogur) - 1976 ÍBV (Vestmannaeyjar) - 1977 Þróttur (Reykjavík) - 1978 KR (Reykjavík) | - 1979 Breiðablik (Kópavogur) - 1980 KA (Akureyri) - 1981 ÍBK (Keflavík) - 1982 Þróttur (Reykjavík) - 1983 ÍBK (Keflavík) - 1984 FH (Hafnarfjörður) - 1985 ÍBV (Vestmannaeyjar) - 1986 Völsungur (Húsavík) - 1987 Víkingur (Reykjavík) - 1988 FH (Hafnarfjörður) - 1989 Stjarnan (Garðabær) - 1990 Víðir (Garður) - 1991 ÍA (Akranes) - 1992 Fylkir (Reykjavík) - 1993 Breiðablik (Kópavogur) - 1994 UMFG (Grindavík) - 1995 Fylkir (Reykjavík) - 1996 Þróttur (Reykjavík) - 1997 Fylkir (Reykjavík) - 1998 Breiðablik (Kópavogur) - 1999 Fylkir (Reykjavík) - 2000 FH (Hafnarfjörður) - 2001 Þór (Akureyri) | - 2002 Þróttur (Reykjavík) - 2003 Keflavík (Keflavík) - 2004 Breiðablik (Kópavogur) - 2005 Fylkir (Reykjavík) - 2006 ÍBV - 2007 UMFG (Grindavík) - 2008 ÍBV (Vestmannaeyjar) - 2009 UMF Selfoss (Selfoss) - 2010 Víkingur (Reikiavik) - 2011 ÍA (Akranes) - 2012 Thór Akureyri (Akureyri) - 2013 Fjölnir (Reikiavik) - 2014 Leiknir Reykjavík (Reikiavik) - 2015 Víkingur Ólafsvík (Ólafsvík) - 2016 KA (Akureyri) - 2017 Fylkir (Reykjavík) - 2018 ÍA (Akraness) - 2019 IF Grótta (Seltjarnarnes) - 2020 Keflavík IF (Reykjanesbær) - 2021 Fram (Reikiavik) - 2022 Fylkir (Reikiavik) - 2023 ÍA (Akraness) - 2024 ÍBV (Vestmannaeyjar) |